# لاریسا فرانسا
لاریسا فرانسا مائسترنی (پرتغالی: Larissa França؛ زاده ۱۴ آوریل ۱۹۸۲) یک بازیکن والیبال ساحلی اهل برزیل است. او در مسابقات قهرمانی جهان در سال ۲۰۱۱ مدال طلا را به دست آورد.